# Croatia Open Umag 2005
Il Croatia Open Umag 2005 è stato un torneo di tennis giocato sulla terra rossa. È stata la 16ª edizione del Croatia Open Umag, che fa parte della categoria International Series nell'ambito dell'ATP Tour 2005. Si è giocato all'International Tennis Center di Umago, Croazia, dal 25 al 31 luglio 2005.

## Campioni

### Singolare
Guillermo Coria ha battuto in finale  Carlos Moyá con il punteggio di 6–2, 4–6, 6–2

### Doppio
Jiří Novák /  Petr Pála hanno battuto in finale  Michal Mertiňák /  David Škoch con il punteggio di 6–3, 6–3